# Baalrog
Genre
Baalrog est un genre de schizomides de la famille des Hubbardiidae.

## Distribution
Les espèces de ce genre sont endémiques du Mexique. Elles se rencontrent au Veracruz et en Oaxaca.

## Liste des espèces
Selon Monjaraz-Ruedas, Prendini et Francke en 2019 :
- Baalrog firstmani (Rowland, 1973)
- Baalrog magico (Monjaraz-Ruedas and Francke, 2018)
- Baalrog sbordonii (Brignoli, 1973)
- Baalrog yacato Monjaraz-Ruedas, Prendini & Francke, 2019

## Étymologie
Ce genre est nommé en référence aux Balrogs combiné au mot maya baal signifiant diable.

## Publication originale
- Monjaraz-Ruedas, Prendini & Francke, 2019 :  Systematics of the short-tailed whipscorpion genus Stenochrus Chamberlin, 1922 (Schizomida, Hubbardiidae), with descriptions of six new genera and five new species. Bulletin of the American Museum of Natural History, no 435, p. 1-91 (texte intégral).